# لژیون آذربایجان
لژیون آذربایجان (به آلمانی: Aserbaidschanische Legion) یکی از یگان‌های خارجی ورماخت بود. لژیون آذربایجان در دسامبر ۱۹۴۱ به عنوان لژیون کاوکازیشه-محمدانیشه (لژیون مسلمان قفقاز) تشکیل شد و به دو لژیون مجزا تقسیم شد. لژیون قفقاز شمالی و لژیون آذربایجان. این لشکر را عمدتاً اسرای جنگی داوطلب آذربایجانی تشکیل می‌دادند ولی داوطلبانی از دیگر مردمان منطقه هم در آن بودند. این لژیون بخشی از استلگیونن بود. بسیاری از آذربایجانی‌ها با امید آزادسازی میهنشان از اشغال شوروی به آن پیوستند.

## مشارکت در کشتار وولا

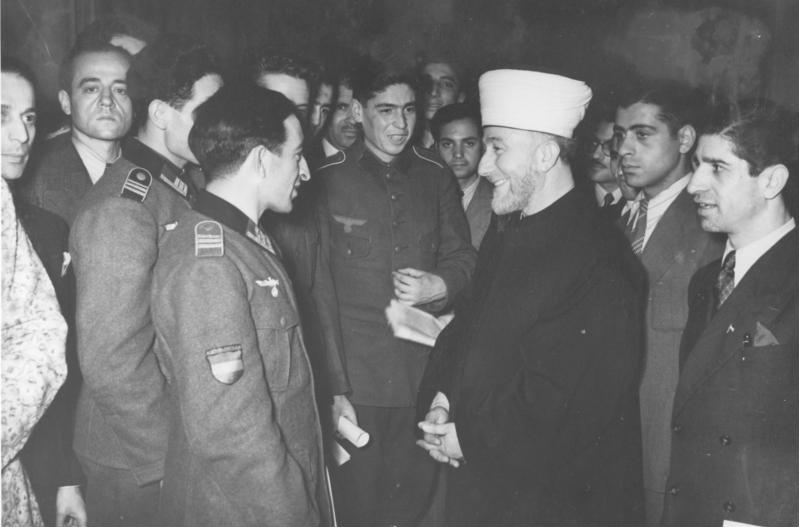
لژیونرهای آذربایجانی در حال گفتگو با محمد امین الحسینی مفتی اعظم قدس در ۱۹۴۲، برلین

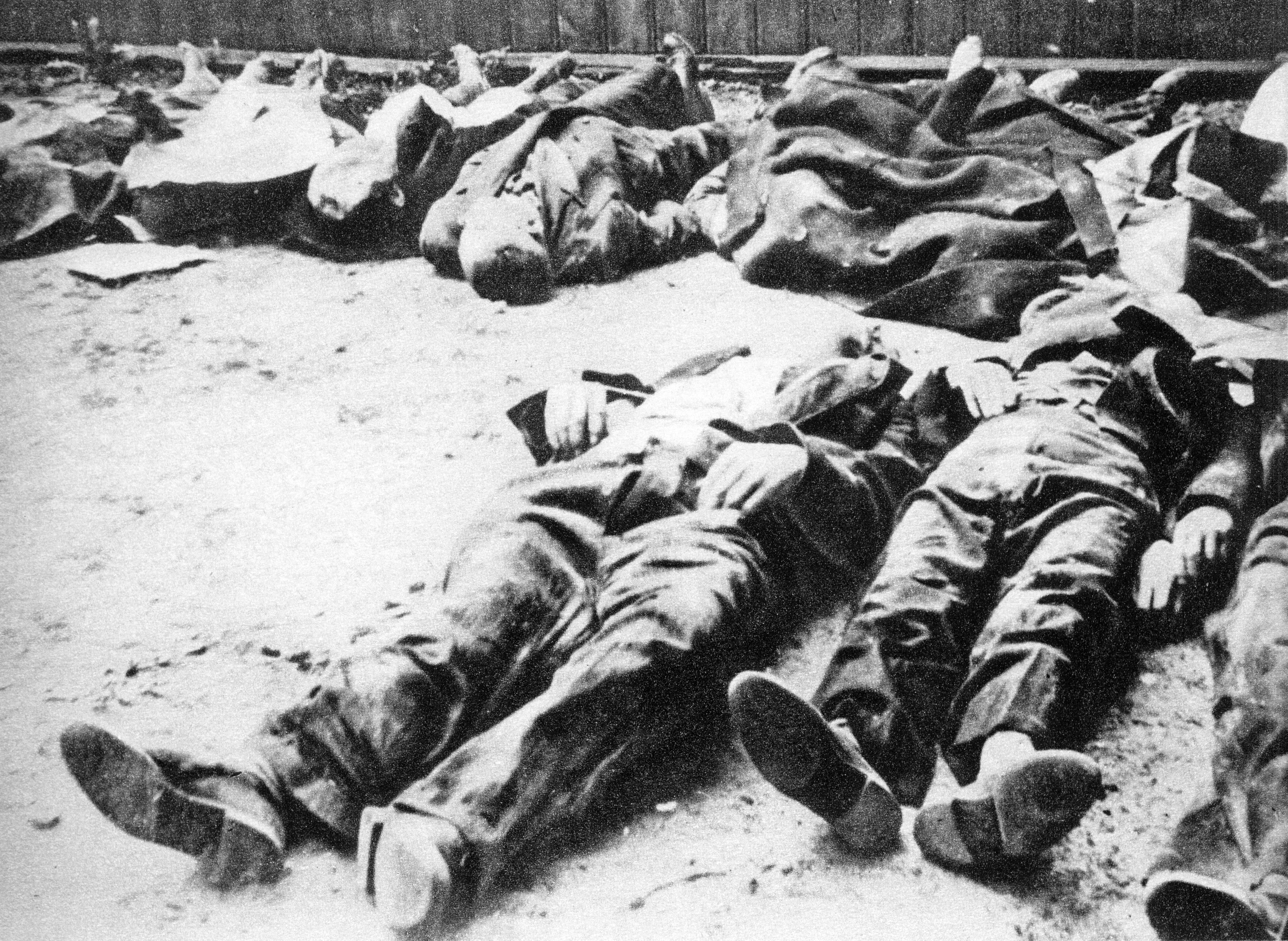
عکسی از اجساد شهروندان لهستانی، پس از اتمام کشتار وولا. در این جنایت جنگی، لژیون آذربایجان هم دست داشته است.

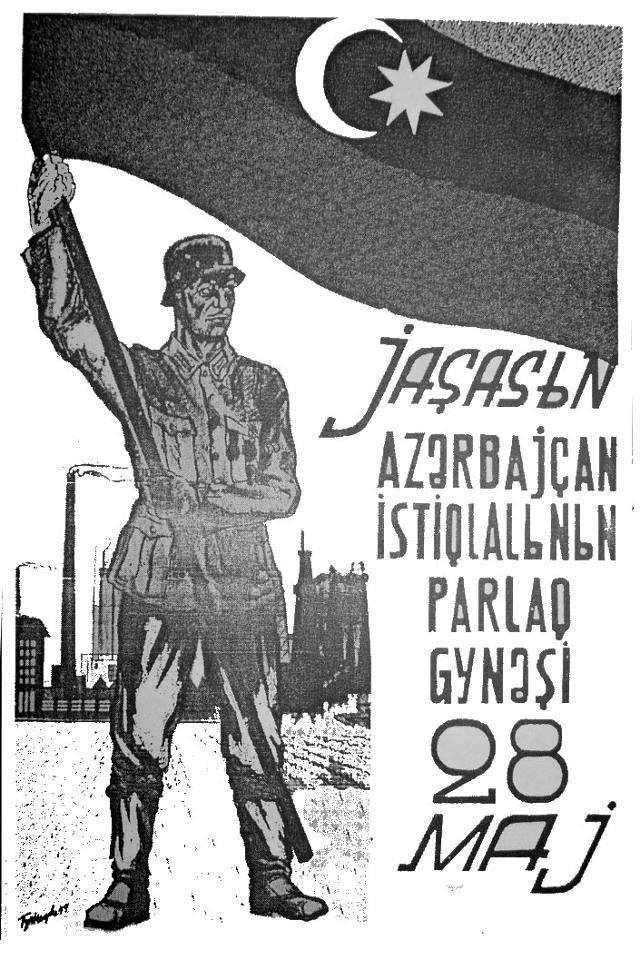
پوستری از لژیون آذربایجان، در طی جنگ جهانی دوم

سربازان آذربایجانی از لژیون (رژیمنت ۱۱۱) تحت فرماندهی SS-Sonderregiment Dirlewanger، یک واحد جزایی بدنام وابسته به وافن-اس‌اس، به رهبری SS-Oberführer اسکار دیرلوانگر، در کشتار سیستماتیک بین ۴۰,۰۰۰ تا ۵۰,۰۰۰ غیرنظامی لهستانی در ورشو طی قتل‌عام وولا شرکت داشتند. دو ساعت قبل از نیمه‌شب در ۵ اوت، سربازان آذربایجانی و گردان برگمان به بیمارستان سنت لازاروس حمله کردند، صدها بیمار، پزشک و پرستار را اعدام کردند و سپس آن را به آتش کشیدند.
مورخ بریتانیایی مارتین ویندرو واحد دیرلوانگر، که شامل لژیون آذربایجانی بود، را به عنوان یک «گروه وحشتناک» از «جنایتکاران، خائنان خارجی، احمق‌های سادیستیک و افراد طردشده از دیگر واحدها» توصیف کرد.